# Brian Sarmiento
Brian Óscar Sarmiento (Rosario, 22 aprile 1990) è un ex calciatore argentino, di ruolo centrocampista.

## Caratteristiche tecniche
È un trequartista.

## Carriera
È cresciuto nelle giovanili dell'Estudiantes (LP).

## Statistiche

### Presenze e reti nei club
Statistiche aggiornate al 12 marzo 2018.
| Stagione        | Squadra           | Campionato      | Campionato | Campionato | Coppe nazionali | Coppe nazionali | Coppe nazionali | Coppe continentali | Coppe continentali | Coppe continentali | Altre coppe | Altre coppe | Altre coppe | Totale | Totale | Totale |
| Stagione        | Squadra           | Comp            | Pres       | Reti       | Comp            | Pres            | Reti            | Comp               | Pres               | Reti               | Comp        | Pres        | Reti        | Pres   | Reti   |        |
| --------------- | ----------------- | --------------- | ---------- | ---------- | --------------- | --------------- | --------------- | ------------------ | ------------------ | ------------------ | ----------- | ----------- | ----------- | ------ | ------ | ------ |
| 2008-2009       | Xerez             | SD              | 26         | 4          | CR              | 0               | 0               |                    | -                  | -                  |             | -           | -           | 26     | 4      |        |
| 2009-2010       | Girona            | SD              | 11         | 2          | CR              | 0               | 0               |                    | -                  | -                  |             | -           | -           | 11     | 2      |        |
| 2010-2011       | Salamanca UDS     | SD              | 40         | 4          | CR              | 1               | 0               |                    | -                  | -                  |             | -           | -           | 41     | 4      |        |
| 2011-2012       | Racing Club       | PD              | 4          | 0          | CA              | 1               | 0               |                    | -                  | -                  |             | -           | -           | 5      | 0      |        |
| 2012-2013       | Arsenal Sarandí   | PD              | 5          | 0          | CA              | 0               | 0               |                    | -                  | -                  |             | -           | -           | 5      | 0      |        |
| 2012-2013       | All Boys          | PD              | 15         | 1          | CA              | 2               | 2               |                    | -                  | -                  |             | -           | -           | 17     | 3      |        |
| 2013            | Ponte Preta       | A1/SP+A         | 0+3        | 0          | CB              | 0               | 0               | CS                 | 0                  | 0                  |             | -           | -           | 3      | 0      |        |
| 2014            | Quilmes           | PD              | 12         | 3          | CA              | 1               | 0               |                    | -                  | -                  |             | -           | -           | 13     | 3      |        |
| 2015            | Real Garcilaso    | PD              | 29         | 7          | CP              | 10              | 1               |                    | -                  | -                  |             | -           | -           | 39     | 8      |        |
| 2016            | Banfield          | PD              | 9          | 1          | CA              | 2               | 0               | CS                 | 2                  | 1                  |             | -           | -           | 13     | 2      |        |
| 2016-2017       | Banfield          | PD              | 28         | 3          | CA              | 1               | 0               |                    | -                  | -                  |             | -           | -           | 29     | 3      |        |
| Totale Banfield | Totale Banfield   | Totale Banfield | 37         | 4          |                 | 3               | 0               |                    | 2                  | 1                  |             | -           | -           | 42     | 5      |        |
| 2017-2018       | Newell's Old Boys | PD              | 15         | 4          | CA              | 1               | 0               |                    | -                  | -                  |             | -           | -           | 16     | 4      |        |
| Totale carriera | Totale carriera   | Totale carriera | 197        | 29         |                 | 19              | 3               |                    | 2                  | 1                  |             | -           | -           | 218    | 33     |        |